# Keiko Yamamoto
Keiko Yamamoto (山本圭子?, Yamamoto Keiko; Prefettura di Osaka, 7 agosto 1943 – 18 aprile 2024) è stata una doppiatrice giapponese, conosciuta soprattutto per aver prestato la voce al personaggio di Re Kaioh dell'Est dell'anime Dragon Ball Z.

## Doppiaggio

### Anime
- ARIA (Oba-san)
- Ganbare Gonbe (Gonbe)
- Kindaichi shōnen no jikenbo (Yurie)
- Kinnikuman (Nachiguron e Kinkotsu-Obaba)
- Kiteretsu Daihyakka (Yone (first voice))
- Mimì e la nazionale di pallavolo (Kaori Yagisawa)
- Nerima Daikon Brothers (Direttore)
- Osomatsu-kun (Choromatsu)
- Zatch Bell! (Riou)
- Sazae-san (Hanako Hanazawa)
- Shugo Chara! (Nobuko Saeki)
- Soreike! Anpanman (Kujira no Kutan, Bakeru)
- Zenderman (Jimmy)
- L'Uomo Tigre (Gaboten)
- Tatakae! Osupā (Osupā)
- Chibi Maruko-chan (Yamada-kun)
- PPG Z (Little Arturo)
- Tensai Bakabon (Bakabon)
- Hamtaro (Debiham-kun)
- Dr. Slump & Arale (Akiko, Unchi)
- Doraemon 1973 (Sewashi)
- Dragon Ball (Hakkake Baa-san)
- Dragon Ball Z (Re Kaioh dell'Est)
- Nono-chan (Matsuko Yamada)
- Big X (Hans)
- Bikkuriman (Jack)
- Lo specchio magico (Chikako)
- Kirby (Escargon's Mother)
- Guru Guru - Il girotondo della magia (Obaba)
- Moretsu Atarou (Atarou)
- Lupin, l'incorreggibile Lupin (regina Gretchen)
- Devilman (Tare)
- One Piece (Amazon)
- C'era una volta... Pollon (Eros)

### Film d'animazione
- Crayon Shin-chan (Ball King Nakamure)
- Dorami-chan Mini-Dora SOS! (Arara)
- Pokémon: Destiny Deoxys (Gonbe (Munchlax))
- One Piece: L'isola segreta del barone Omatsuri (Keroko)
- La ragazza che saltava nel tempo (Oba-san)
- Candy Candy (Tom Steve (giovane))

### Videogiochi
- Battle Arena Toshinden 3 (Atahua)
- Dark Chronicle (Future Rin)
- Devilman (videogioco) (Tare; Modalità Speciale)
- Kingdom Hearts II (Chicken Little)
- Popful Mail (Gaw)
- Super Dodge Ball (Misuzu)